# Brampton (Suffolk)
Brampton is een plaats in het Engelse graafschap Suffolk. Het maakt deel uit van de civil parish Brampton with Stoven. Brampton komt in het Domesday Book (1086) voor als 'Bramtuna' / 'Brantuna'. De civil parish heeft 9 vermeldingen op de Britse monumentenlijst. Daaronder bevinden zich de 'Brampton Hall' uit 1796 en de 'Brampton Old Hall' uit de zestiende eeuw.